# Килбегган

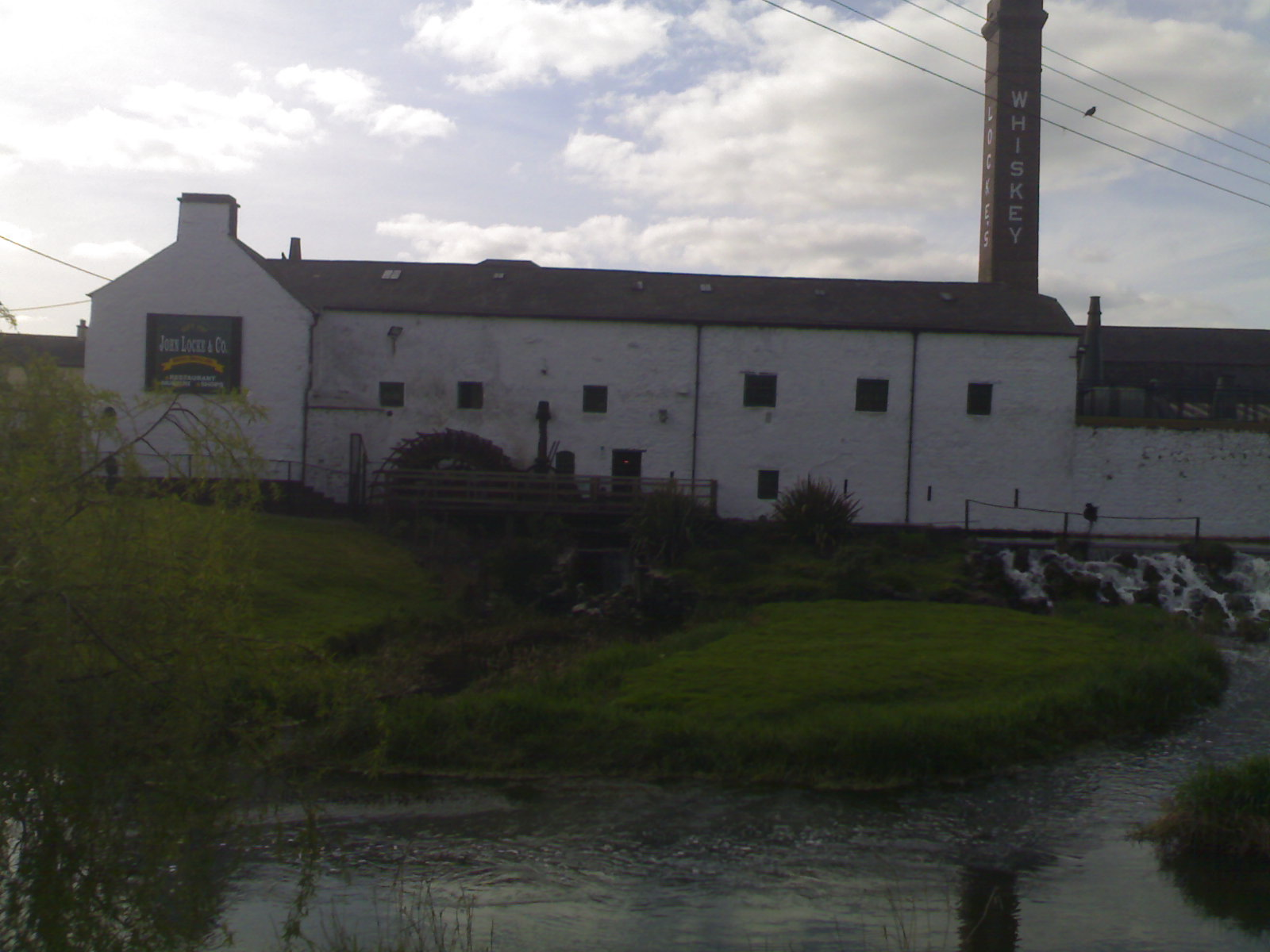
Местный завод по розливу виски

Килбегган (англ. Kilbeggan; ирл. Cill Bheagáin) — деревня в Ирландии, находится в графстве Уэстмит (провинция Ленстер). Деревня располагается на берегу реки Бросна.
В VI веке св. Беканом (Bécán) был основан монастырь, который через некоторое время пришёл в упадок и разрушился, на его остатках образовалось поселение. Позже, в 1150 году был заложен новый монастырь, просуществовавший до 1539 года и также разрушившийся. Жители деревни приняли активное участие в событиях Ирландского восстания 1798 года.
Посёлок знаменит заложенным в 1757 году заводом по розливу виски под маркой Locke’s Distillery.

## Демография
Население — 822 человека (по переписи 2006 года). В 2002 году население составляло 652 человека.
Данные переписи 2006 года:
| Общие демографические показатели |               |                               |                               |      |      |
| Всё население                    | Всё население | Изменения населения 2002—2006 | Изменения населения 2002—2006 | 2006 | 2006 |
| 2002                             | 2006          | чел.                          | %                             | муж. | жен. |
| 652                              | 822           | 170                           | 26,1                          | 437  | 385  |